# Namiki Sōsuke
Namiki Sōsuke (並木宗輔) (1695 - 25 octobre 1751, également connu sous le nom Namiki Senryū, est un dramaturge japonais de premier plan, auteur de pièces kabuki et bunraku (théâtre de marionnettes). Près de quarante de ses pièces bunraku sont composées pour le  jōruri, forme particulière de narration musicale. Il est principalement associé au Takemoto-za et au Toyotake-za, les principaux théâtres bunraku d'Osaka.

## Biographie
Namiki Sōsuke est né Matsuya Sōsuke. Il est prêtre bouddhiste à Mihara, avant qu'il ne décide d'être un auteur. En collaboration avec Yasuda Kabun à partir de 1732, il écrit quatorze pièces de théâtre, dont certains sont importantes pour l'histoire du théâtre de marionnettes japonais. Entre 1733 et 1735, il produit quelques pièces en collaboration avec son étudiant Namiki Saisuke. Les années suivantes, il écrit quelques drames seul et est engagé dans la révision des morceaux par d'autres auteurs. Il interrompt son travail littéraire en 1741. L'année suivante, il commence à travailler comme Tatesakusha auprès de différents théâtres kabuki à Osaka. En 1745 il prend le nom Namiki Senryū et retourne au théâtre bunraku. Au cours des cinq années suivantes, il écrit seul d'autres drames pour le théâtre takemoto. Cependant, il connaît son plus grand succès en tant que coauteur avec Takeda Izumo I. et Miyoshi Shōraku.
Ensemble, ils écrivent ce qu'on appelle les « Trois grandes pièces » qui sont certaines des plus célèbres pièces de théâtre traditionnelles japonaises. Parmi celles-ci se trouvent Natsumatsuri naniwa kagami (1745, festival d'été de Naniwa), Sugawara denju tenarai kagami (1746, « Les secrets de la calligraphie de Sugawara »), Yoshitsune no senbonzakura (1747, « Les mille floraisons de cerisier de Yoshitsune ») et Kanadehon chūshingura (1748, « Le trésor des loyaux vassaux »), trois drames historiques qui font encore partie du répertoire de kabuki et bunraku de nos jours
En 1750, Senryū change de nouveau son nom pour celui du Namiki Sōsuke et retourne au théâtre Toyotake pour présenter son chef-d’œuvre  écrit l'année suivante, Ichinotani Futaba Gunki (1751, « Chronique de la bataille d'Ichi-no-Tani »). Il meurt avant la fin de la composition qui est achevée par ses collaborateurs ; La recherche historique suppose qu'il est l'auteur de l'essentiel de cette pièce. Peu de temps après sa disparition il est salué par quelques-uns de ses contemporains comme le plus grand dramaturge depuis Chikamatsu Monzaemon.

## Source de la traduction
- (de) Cet article est partiellement ou en totalité issu de l’article de Wikipédia en allemand intitulé « Namiki Sōsuke » (voir la liste des auteurs).
- Notices d'autorité :   - VIAF
  - ISNI
  - BnF (données)
  - IdRef
  - LCCN
  - GND
  - Japon
  - CiNii
  - Pays-Bas
  - Israël
  - NUKAT
  - Norvège
  - Tchéquie
  - Lettonie
  - Corée du Sud
  - WorldCat